# Pakt Bezpieczeństwa i Stabilizacji w Europie
Pakt Bezpieczeństwa i Stabilizacji w Europie, pakt Balladura – pakt stabilności dla Europy zaproponowany 9 czerwca 1993 w Paryżu francuskiemu rządowi przez premiera Édouarda Balladura. Podpisany został, wraz z około setką umów dwustronnych, 21 marca 1995 roku.
Pakt postulował zwołanie konferencji państw europejskich z udziałem Kanady i Stanów Zjednoczonych, na której omówione zostałyby problemy związane z nienaruszalnością granic, bezpieczeństwem europejskim i respektowaniem praw mniejszości narodowych.
Pomysł zaakceptowany został przez Radę Europejską 22 czerwca 1993. Konferencja z udziałem 57 państw odbyła się w dniach 26 – 27 maja 1994.
Dziewięć państw Europy Środkowo-Wschodniej, wśród nich m.in. Polska, Czechy, Słowacja i Węgry zobowiązało się uregulować sprawy poszanowania praw mniejszości oraz granic.
Do podpisania paktu i około 100 umów dwustronnych doszło 21 marca 1995. Jedynym jego konkretnym rezultatem była jednak tylko umowa pomiędzy rządami Słowacji i Węgier.